# László Kiss (football)
Pour les articles homonymes, voir László Kiss.
László Kiss est un footballeur international puis entraîneur hongrois, né le 12 mars 1956. Il joue au poste d'avant-centre du milieu des années 1970 au début des années 1990.

## Biographie
Il est surtout connu pour avoir réalisé, lors du Mondial espagnol, le hat-trick le plus rapide de l'histoire de la Coupe du monde. Cette performance a lieu lors du match du premier tour contre le Salvador gagné 10 à 1. Il compte 33 sélections avec l'équipe hongroise et a marqué 11 buts entre 1980 et 1983.
Il joue notamment au sein du Vasas SC avec qui il remporte la coupe de Hongrie en 1981 et du  Montpellier PSC avec qui il gagne le titre de championnat de France de Division 2 en 1987.
Il est de 2000 à 2011 entraîneur de l'équipe féminine du 1. FC Femina Budapest qui est quatre fois championne de Hongrie sous ses ordres.